# Margot Benz
Margot Benz es una deportista alemana que compitió para la RFA en tiro con arco, en la modalidad de arco recurvo.
Ganó una medalla de bronce en el Campeonato Mundial de Tiro con Arco al Aire Libre de 1985 y dos medallas en el Campeonato Europeo de Tiro con Arco al Aire Libre, en los años 1986 y 1988.

## Palmarés internacional
| Campeonato Mundial al Aire Libre | Campeonato Mundial al Aire Libre | Campeonato Mundial al Aire Libre | Campeonato Mundial al Aire Libre |
| Año                              | Lugar                            | Medalla                          | Prueba                           |
| -------------------------------- | -------------------------------- | -------------------------------- | -------------------------------- |
| 1985                             | Seúl (Corea del Sur)             | Medalla de bronce                | Equipo                           |
| Campeonato Europeo al Aire Libre |                                  |                                  |                                  |
| Año                              | Lugar                            | Medalla                          | Prueba                           |
| 1986                             | Esmirna (Turquía)                | Medalla de plata                 | Equipo                           |
| 1988                             | Luxemburgo (Luxemburgo)          | Medalla de bronce                | Equipo                           |